# Myron (песня)
«Myron» — песня американского рэпера Lil Uzi Vert. Она была выпущена 13 марта 2020, как первая песня с делюкс-версии Eternal Atake, Lil Uzi Vert vs. the World 2. Песня достигла 13 номера в чарте Billboard Hot 100.

## История
Впервые Uzi продемонстрировал песню 22 сентября 2018 в Instagram. 6 марта 2020 он подтвердил название песни.

## Запись
14 мая 2020 продюсеры песни Supah Mario и Oogie Mane разобрали инструментал для сайта Genius.
Бо́льшая часть второго куплета отличается от того, что было слышно в сниппете. Считается, что новый куплет был перезаписан и заменён на новый через неделю, после выпуска Eternal Atake.

## Критический приём
Песня получила признание критиков. Механ Джаясурия из Pitchfork сказал, что в треке были «волнующие акробатические потоки». Александр Коул из HotNewHipHop сказал, что песня «наверняка заставит фанатов часто нажимать кнопку воспроизведения», и сказал, что она звучит как «победный круг, который служит саундтреком к триумфальному возвращению Uzi в 2020 году». Херан Мамо из Billboard назвал трек «выдающимся». Тайлер Гоу из The Eastern Echo сказал, что этот трек «войдёт в историю, как легендарный трек Uzi».

## Коммерческий успех
Песня достигла второго места в Spotify. Песня достигла 13 место в чарте Billboard Hot 100, что сделало его самым успешным с альбома. Песня дебютировала под номером два в чарте Rolling Stone Top 100.

## Чарты
| Чарт (2020)                          | Высшая позиция |
| ------------------------------------ | -------------- |
| Australia (ARIA)                     | 89             |
| Canada (Canadian Hot 100)            | 39             |
| New Zealand Hot Singles (RMNZ)       | 2              |
| UK Singles (Official Charts Company) | 58             |
| US Billboard Hot 100                 | 13             |
| US Hot R&B/Hip-Hop Songs (Billboard) | 7              |
| US Hot Rap Songs (Billboard)         | 5              |
| US Rolling Stone Top 100             | 2              |

## Сертификации
| Регион | Сертификация | Продажи |
| --- | ------------ | ------- |
| США (RIAA) | Золотой      | 500 000 |
| * Данные о продажах приведены только на основе сертификации. ^ Данные о тиражах приведены только на основе сертификации. |              |         |